# しんざ駅
しんざ駅（しんざえき）は、新潟県十日町市新座甲にある、北越急行ほくほく線の駅である。

## 歴史

### 駅名の由来
周辺の地名にちなむが、平仮名の駅名とした理由は、漢字表記にするとJR武蔵野線の新座（にいざ）駅（埼玉県新座市）と重複するためである。

### 年表
- 1997年（平成9年）3月22日：ほくほく線（全線：六日町 - 犀潟間）開業と同時に営業開始[1]。

## 駅構造
犀潟方面に向かって左側にある単式ホーム1面1線を有する地上駅。無人駅となっている。駅舎は待合室のほか、券売機、トイレなどがある。
ホームのすぐ美佐島方にほくほく線内最長の赤倉トンネルがあり、十日町方を望むと高架橋になっている。
列車が通過する際に流れるメロディーは、現在しなの鉄道軽井沢駅、JR東日本今井駅、明科駅で発車メロディーとして使用されているものと同じものである。

## 利用状況
| 1日乗降人員推移 | 1日乗降人員推移 |
| 年度            | 1日平均人数     |
| --------------- | --------------- |
| 2011年          | 96              |
| 2012年          | 102             |
| 2013年          | 101             |
| 2014年          | 105             |
| 2015年          | 109             |
| 2016年          | 122             |
| 2017年          | 137             |
| 2018年          | 170             |

## 駅周辺
- 十日町農業協同組合 新座支店
- 十日町市立東小学校
- 十日町市立十日町小学校
- 十日町市立十日町中学校
- 十日町学校給食センター
- 新座保育園
- 十日町郵便局
- 大井田希望の郷郵便局
- 十日町市総合福祉センター サンクロス十日町
- クロステン・十日町地域地場産業振興センター
- 越後妻有里山現代美術館MonET
- 明石の湯
2003年オープン[4]、2023年3月末で閉館する条例改正案が出されていたが継続審査となり[5]、同年4月26日にこの条例改正案は反対多数で否決され存続することになった[6]。
- 小嶋屋工場

## 隣の駅
北越急行
■ほくほく線
美佐島駅 - しんざ駅 - 十日町駅